# Ectrepesthoneura japonica
Ectrepesthoneura japonica är en tvåvingeart som beskrevs av Mitsuhiro Sasakawa 1961. Ectrepesthoneura japonica ingår i släktet Ectrepesthoneura och familjen svampmyggor. Inga underarter finns listade i Catalogue of Life.